# Brycinus intermedius
Brycinus intermedius är en fiskart som först beskrevs av Boulenger, 1903.  Brycinus intermedius ingår i släktet Brycinus och familjen Alestidae. IUCN kategoriserar arten globalt som livskraftig. Inga underarter finns listade.